# Aidanosagitta tropica
Aidanosagitta tropica är en djurart som tillhör fylumet pilmaskar, och som först beskrevs av Takasi Tokioka 1942.  Aidanosagitta tropica ingår i släktet Aidanosagitta och familjen Sagittidae. Inga underarter finns listade i Catalogue of Life.